# José Fernández

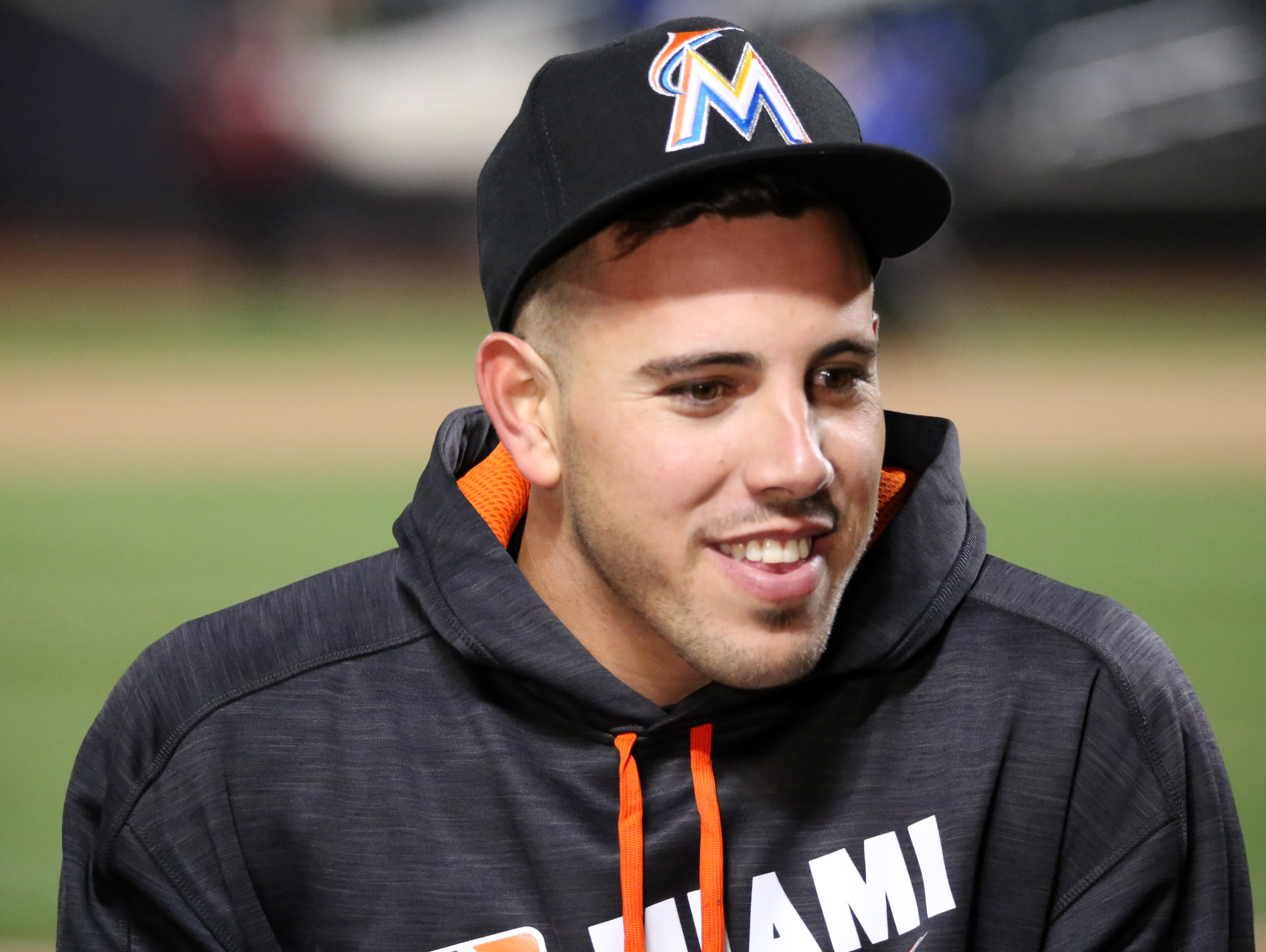
José Fernández i Miami Marlins dräkt 2016.

José D. Fernández, född den 31 juli 1992 i Santa Clara i Kuba, död den 25 september 2016 i Miami Beach i Florida, var en kubansk-amerikansk professionell basebollspelare som spelade fyra säsonger i Major League Baseball (MLB) 2013–2016. Fernández var högerhänt pitcher.
Fernández hoppade av från Kuba via en farofylld båtresa när han bara var 15 år gammal. Under resan räddade han sin egen mors liv.
Fernández spelade under sin MLB-karriär bara för en klubb, Miami Marlins. Han var en av klubbens mest framträdande spelare och ansedd som en av de bästa unga pitchers i hela MLB. Han slog igenom stort under debutsäsongen 2013 och utsågs till Rookie of the Year i National League efter att ha varit 12-6 (tolv vinster och sex förluster) med en earned run average (ERA) på 2,19 och 187 strikeouts på 28 starter. Hans ERA var näst lägst i National League. Han togs också ut till all star-matchen den säsongen.
De följande två säsongerna var Fernández mycket skadedrabbad. 2014 var han 4-2 med en ERA på 2,44 på åtta starter och 2015 var han 6-1 med en ERA på 2,92 på elva starter.
Fernández gjorde en fin säsong 2016 och togs för andra gången ut till all star-matchen. På 29 starter var han 16-8 med en ERA på 2,86 och han hade hela 253 strikeouts, vilket var nytt klubbrekord. Han hade flest strikeouts per 9 innings pitched (12,49) i National League. Med bara cirka en vecka kvar av säsongen omkom han i en båtolycka. Hans klubb Miami Marlins valde att inte spela sin match samma dag. Senare uppgav klubbens ägare att klubben skulle pensionera Fernández tröjnummer 16, men detta har ännu inte skett.
I februari 2017 rapporterades det att Fernández flickvän hade fött en dotter, Penelope, som Fernández var pappa till.